# Podział administracyjny województwa mazowieckiego
Strona ta przedstawia podział administracyjny województwa mazowieckiego

## Powiaty

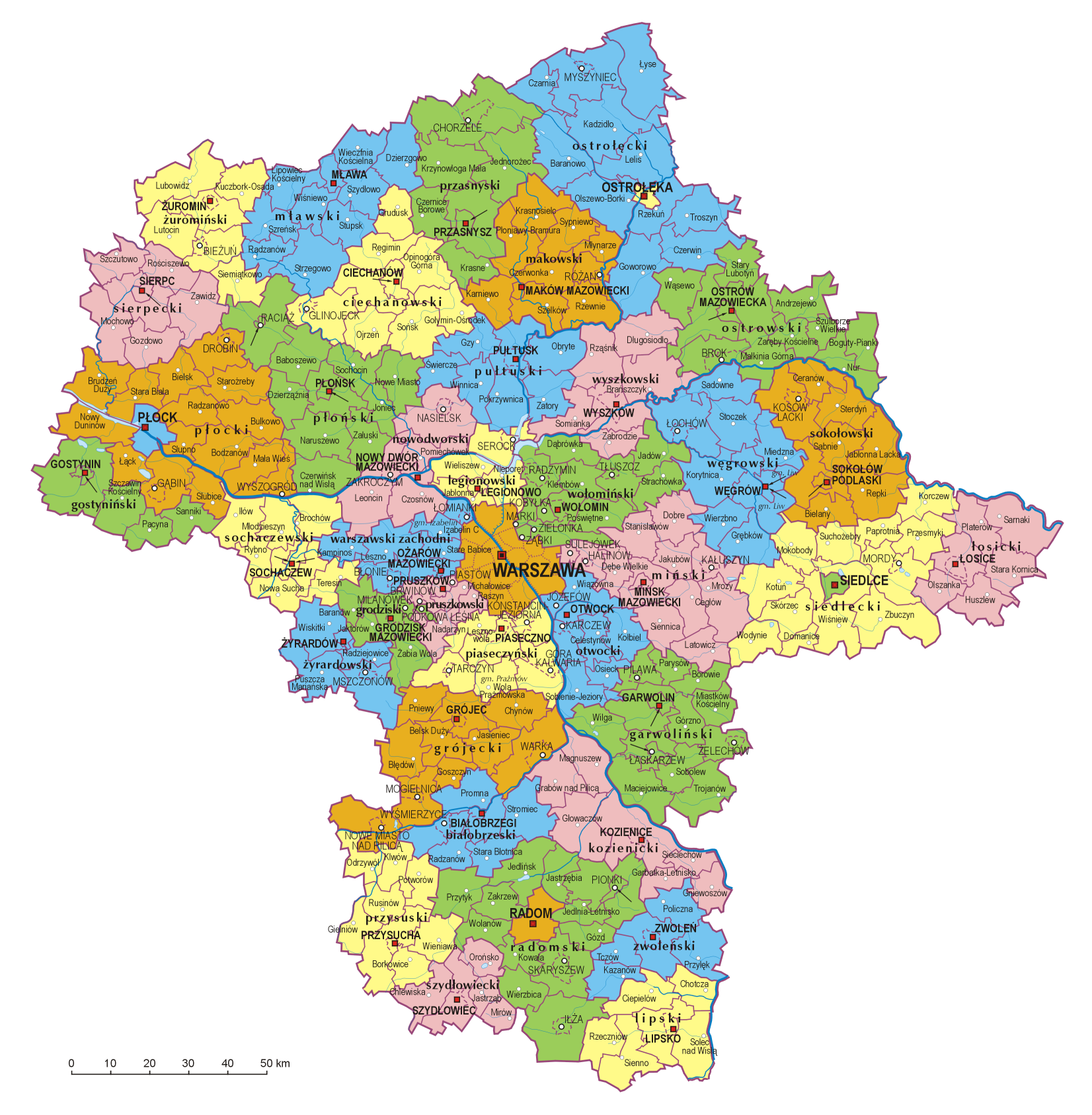
Podział administracyjny województwa mazowieckiego. Stan na 01.01.2007. Legenda:

gminy miejskie (tylko miasto) są oznaczone dwiema gwiazdkami (**) (np. Warszawa),

gminy miejsko-wiejskie (miasto i gmina) są oznaczone jedną gwiazdką (*) (np. Wołomin + gmina Wołomin),

gminy wiejskie (tylko gmina) nie są oznaczone (np. gmina Siedlce lub gmina Pruszków).
- miasta na prawach powiatu
  - miasta: Ostrołęka**, Płock**, Radom**, Siedlce** i m.st. Warszawa**.
- białobrzeski ⇒ Białobrzegi
  - miasta: Białobrzegi* i Wyśmierzyce*.
  - gminy: Białobrzegi*, Promna, Radzanów, Stara Błotnica, Stromiec i Wyśmierzyce*.
- ciechanowski ⇒ Ciechanów
  - miasta: Ciechanów** i Glinojeck*.
  - gminy: Ciechanów, Glinojeck*, Gołymin-Ośrodek, Grudusk, Ojrzeń, Opinogóra Górna, Regimin i Sońsk.
- garwoliński ⇒ Garwolin
  - miasta: Garwolin**, Łaskarzew**, Maciejowice*, Pilawa* i Żelechów*.
  - gminy: Borowie, Garwolin, Górzno, Łaskarzew, Maciejowice*, Miastków Kościelny, Parysów, Pilawa*, Sobolew, Trojanów, Wilga i Żelechów*.
- gostyniński ⇒ Gostynin
  - miasta: Gostynin** i Sanniki*.
  - gminy: Gostynin, Pacyna, Sanniki* i Szczawin Kościelny.
- grodziski ⇒ Grodzisk Mazowiecki
  - miasta: Grodzisk Mazowiecki*, Milanówek** i Podkowa Leśna**.
  - gminy: Baranów, Grodzisk Mazowiecki*, Jaktorów i Żabia Wola.
- grójecki ⇒ Grójec
  - miasta: Grójec*, Mogielnica*, Nowe Miasto nad Pilicą* i Warka*.
  - gminy: Belsk Duży, Błędów, Chynów, Goszczyn, Grójec*, Jasieniec, Mogielnica*, Nowe Miasto nad Pilicą*, Pniewy i Warka*.
- kozienicki ⇒ Kozienice
  - miasta: Głowaczów*, Kozienice* i Magnuszew*.
  - gminy: Garbatka-Letnisko, Głowaczów*, Gniewoszów, Grabów nad Pilicą, Kozienice*, Magnuszew* i Sieciechów.
- legionowski ⇒ Legionowo
  - miasta: Legionowo** i Serock*.
  - gminy: Jabłonna, Nieporęt, Serock* i Wieliszew.
- lipski ⇒ Lipsko
  - miasto: Ciepielów*, Lipsko*, Sienno i Solec nad Wisłą*.
  - gminy: Chotcza, Ciepielów*, Lipsko*, Rzeczniów, Sienno* i Solec nad Wisłą.
- łosicki ⇒ Łosice
  - miasto: Łosice*.
  - gminy: Huszlew, Łosice*, Olszanka, Platerów, Sarnaki i Stara Kornica.
- makowski ⇒ Maków Mazowiecki
  - miasta: Maków Mazowiecki** i Różan*.
  - gminy: Czerwonka, Karniewo, Krasnosielc, Młynarze, Płoniawy-Bramura, Różan*, Rzewnie, Sypniewo i Szelków.
- miński ⇒ Mińsk Mazowiecki
  - miasta: Dobre*, Halinów*, Kałuszyn*, Mińsk Mazowiecki**, Latowicz*, Mrozy*, Siennica* i Sulejówek**.
  - gminy: Cegłów, Dębe Wielkie*, Dobre*, Halinów*, Jakubów, Kałuszyn*, Latowicz*, Mińsk Mazowiecki, Mrozy*, Siennica* i Stanisławów.
- mławski ⇒ Mława
  - miasto: Mława**.
  - gminy: Dzierzgowo, Lipowiec Kościelny, Radzanów, Strzegowo, Stupsk, Szreńsk, Szydłowo, Wieczfnia Kościelna i Wiśniewo.
- nowodworski ⇒ Nowy Dwór Mazowiecki
  - miasta: Nasielsk*, Nowy Dwór Mazowiecki** i Zakroczym*.
  - gminy: Czosnów, Leoncin, Nasielsk*, Pomiechówek i Zakroczym*.
- ostrołęcki ⇒ Ostrołęka
  - miasto: Myszyniec*.
  - gminy: Baranowo, Czarnia, Czerwin, Goworowo, Kadzidło, Lelis, Łyse, Myszyniec*, Olszewo-Borki, Rzekuń i Troszyn.
- ostrowski ⇒ Ostrów Mazowiecka
  - miasta: Brok* i Ostrów Mazowiecka**.
  - gminy: Andrzejewo, Boguty-Pianki, Brok*, Małkinia Górna, Nur, Ostrów Mazowiecka, Stary Lubotyń, Szulborze Wielkie, Wąsewo i Zaręby Kościelne.
- otwocki ⇒ Otwock
  - miasta: Józefów**, Karczew*, Osieck* i Otwock**.
  - gminy: Celestynów, Karczew*, Kołbiel, Osieck, Sobienie-Jeziory i Wiązowna.
- piaseczyński ⇒ Piaseczno
  - miasta: Góra Kalwaria*, Konstancin-Jeziorna*, Piaseczno* i Tarczyn*.
  - gminy: Góra Kalwaria*, Konstancin-Jeziorna*, Lesznowola, Piaseczno*, Prażmów i Tarczyn*.
- płocki ⇒ Płock
  - miasta: Bodzanów*, Drobin*, Gąbin* i Wyszogród*.
  - gminy: Bielsk, Bodzanów*, Brudzeń Duży, Bulkowo, Drobin*, Gąbin*, Łąck, Mała Wieś, Nowy Duninów, Radzanowo, Słubice, Słupno, Stara Biała, Staroźreby i Wyszogród*.
- płoński ⇒ Płońsk
  - miasta: Czerwińsk nad Wisłą*, Nowe Miasto*, Płońsk**, Sochocin* i Raciąż**.
  - gminy: Baboszewo, Czerwińsk nad Wisłą*, Dzierzążnia, Joniec, Naruszewo, Nowe Miasto*, Płońsk, Raciąż, Sochocin* i Załuski.
- pruszkowski ⇒ Pruszków
  - miasta: Brwinów*, Piastów** i Pruszków**.
  - gminy: Brwinów*, Michałowice, Nadarzyn i Raszyn.
- przasnyski ⇒ Przasnysz
  - miasta: Chorzele* i Przasnysz**.
  - gminy: Chorzele*, Czernice Borowe, Jednorożec, Krasne, Krzynowłoga Mała i Przasnysz.
- przysuski ⇒ Przysucha
  - miasto: Przysucha*.
  - gminy: Borkowice, Gielniów, Klwów, Odrzywół, Potworów, Przysucha*, Rusinów i Wieniawa.
- pułtuski ⇒ Pułtusk
  - miasto: Pułtusk*.
  - gminy: Gzy, Obryte, Pokrzywnica, Pułtusk*, Świercze, Winnica i Zatory.
- radomski ⇒ Radom
  - miasta: Iłża*, Jedlnia-Letnisko*, Pionki** Przytyk* i Skaryszew*.
  - gminy: Gózd, Iłża*, Jastrzębia, Jedlińsk, Jedlnia-Letnisko*, Kowala, Pionki, Przytyk*, Skaryszew*, Wierzbica, Wolanów i Zakrzew.
- siedlecki ⇒ Siedlce
  - miasto: Mordy*.
  - gminy: Domanice, Korczew, Kotuń, Mokobody, Mordy*, Paprotnia, Przesmyki, Siedlce, Skórzec, Suchożebry, Wiśniew, Wodynie i Zbuczyn.
- sierpecki ⇒ Sierpc
  - miasto: Sierpc**.
  - gminy: Gozdowo, Mochowo, Rościszewo, Sierpc, Szczutowo i Zawidz.
- sochaczewski ⇒ Sochaczew
  - miasto: Sochaczew**.
  - gminy: Brochów, Iłów, Młodzieszyn, Nowa Sucha, Rybno, Sochaczew i Teresin.
- sokołowski ⇒ Sokołów Podlaski
  - miasta: Kosów Lacki* i Sokołów Podlaski**.
  - gminy: Bielany, Ceranów, Jabłonna Lacka, Kosów Lacki*, Repki, Sabnie, Sokołów Podlaski i Sterdyń.
- szydłowiecki ⇒ Szydłowiec
  - miasta: Jastrząb (miasto)* i Szydłowiec*.
  - gminy: Chlewiska, Jastrząb*, Mirów, Orońsko i Szydłowiec*.
- warszawski zachodni ⇒ Ożarów Mazowiecki
  - miasta: Błonie*, Łomianki* i Ożarów Mazowiecki*.
  - gminy: Błonie*, Izabelin, Kampinos, Leszno, Łomianki*, Ożarów Mazowiecki* i Stare Babice.
- węgrowski ⇒ Węgrów
  - miasta: Łochów* i Węgrów**.
  - gminy: Grębków, Korytnica, Liw (s. Węgrów), Łochów*, Miedzna, Sadowne, Stoczek i Wierzbno.
- wołomiński ⇒ Wołomin
  - miasta: Jadów*, Kobyłka**, Marki**, Radzymin*, Tłuszcz*, Wołomin*, Ząbki** i Zielonka**.
  - gminy: Dąbrówka, Jadów*, Klembów, Poświętne, Radzymin*, Strachówka, Tłuszcz* i Wołomin*.
- wyszkowski ⇒ Wyszków
  - miasto: Wyszków*.
  - gminy: Brańszczyk, Długosiodło, Rząśnik, Somianka, Wyszków* i Zabrodzie.
- zwoleński ⇒ Zwoleń
  - miasta: Kazanów* i Zwoleń*.
  - gminy: Kazanów*, Policzna, Przyłęk, Tczów i Zwoleń*.
- żuromiński ⇒ Żuromin
  - miasta: Bieżuń*, Lubowidz* i Żuromin*.
  - gminy: Bieżuń*, Kuczbork-Osada, Lubowidz*, Lutocin, Siemiątkowo i Żuromin*.
- żyrardowski ⇒ Żyrardów
  - miasta: Mszczonów*, Wiskitki* i Żyrardów**.
  - gminy: Mszczonów*, Puszcza Mariańska, Radziejowice i Wiskitki.

## Zmiany od 1 stycznia 1999 r.
- prawa miejskie
  - (1 I 2000): Kosów Lacki (powiat sokołowski)
  - (1 I 2001): Halinów (powiat miński)
  - (1 I 2003): Tarczyn (powiat piaseczyński)
  - (1 I 2014): Mrozy (powiat miński)
  - (1 I 2019): Lubowidz (powiat żuromiński)
  - (1 I 2020): Czerwińsk nad Wisłą (powiat płoński)
  - (1 I 2021): Sochocin (powiat płoński), Solec nad Wisłą (powiat lipski), Wiskitki (powiat żyrardowski)
  - (1 I 2022): Cegłów (powiat miński), Jedlnia-Letnisko (powiat radomski), Nowe Miasto (powiat płoński)
  - (1 I 2023): Bodzanów (powiat płocki), Jadów (powiat wołomiński), Jastrząb (powiat szydłowiecki), Latowicz (powiat miński)
  - (1 I 2024): Ciepielów (powiat lipski), Dobre (powiat miński), Gielniów (powiat przysuski), Głowaczów (powiat kozienicki), Maciejowice (powiat garwoliński), Magnuszew (powiat kozienicki), Odrzywół (powiat przysuski), Osieck (powiat otwocki), Przytyk (powiat radomski), Siennica (powiat miński), Sienno (powiat lipski)
  - (1 I 2025): Kazanów (powiat zwoleński)
- zniesienie lub utworzenie dzielnic, gmin, związków komunalnych i powiatów
  - (27 X 2002): zniesione: pow. warszawski oraz jego części: m. Wesoła i zw. komunalny m.st. Warszawa oraz jego części:  gm. Warszawa-Bemowo, gm. Warszawa-Białołęka, gm. Warszawa-Bielany, gm. Warszawa-Rembertów, gm. Warszawa-Targówek, gm. Warszawa-Ursus, gm. Warszawa-Ursynów, gm. Warszawa-Wawer, gm. Warszawa-Wilanów, gm. Warszawa-Włochy i gm. Warszawa-Centrum oraz jej części: dz. Mokotów, dz. Ochota, dz. Praga-Południe, dz. Praga-Północ, dz. Śródmieście, dz. Wola i dz. Żoliborz <> utworzone: m.st. na prawach powiatu Warszawa oraz jej części: dz. Bemowo, dz. Białołęka, dz. Bielany, dz. Mokotów, dz. Ochota, dz. Praga-Południe, dz. Praga-Północ, dz. Rembertów, dz. Śródmieście, dz. Targówek, dz. Ursus, dz. Ursynów, dz. Wawer, dz. Wesoła, dz. Wilanów, dz. Włochy, dz. Wola i dz. Żoliborz
- zmiany siedzib powiatów
  - (1 I 2006): pow. warszawski zachodni (s. Warszawa) > pow. warszawski zachodni (s. Ożarów Mazowiecki)
- zmiany przynależności gmin do powiatów w obrębie województwa
  - (1 I 2002): (pow. miński) m. Sulejówek i m. Wesoła > (pow. warszawski) m. Sulejówek i m. Wesoła
  - (27 X 2002): (zniesiony pow. warszawski) m. Sulejówek > (pow. miński) m. Sulejówek
  - (1 I 2003): (pow. grójecki) gm. Tarczyn > (pow. piaseczyński) gm. Tarczyn
- zmiany siedzib gmin
  - (30 XII 1999): (pow. piaseczyński) gm. Prażmów (s. Wola Prażmowska) > gm. Prażmów (s. Prażmów)
  - (30 XII 1999): (pow. płocki) gm. Słupno (s. Płock) > gm. Słupno (s. Słupno)
  - (30 XII 1999): (pow. sochaczewski) gm. Brochów (s. Tułowice) > gm. Brochów (s. Brochów)
  - (1 I 2013): (pow. pruszkowski) gm. Michałowice (s. Michałowice) > gm. Michałowice (s. Reguły)
- zmiany nazw gmin i/lub ich siedzib
  - (30 XII 1999): (pow. lipski) gm. Chotcza (s. Chotcza-Józefów) > gm. Chotcza (s. Chotcza)
  - (30 XII 1999): (pow. makowski) gm. Czerwonka (s. Czerwonka Włościańska) > gm. Czerwonka (s. Czerwonka)
  - (30 XII 1999): (pow. makowski) gm. Szelków (s. Stary Szelków) > gm. Szelków (s. Szelków)
  - (30 XII 1999): (pow. pruszkowski) gm. Michałowice (s. Michałowice-Osiedle) > gm. Michałowice (s. Michałowice)
  - (30 XII 1999): (pow. radomski) gm. Kowala (s. Kowala-Stępocina) > gm. Kowala (s. Kowala)
  - (30 XII 1999): (pow. sierpecki) gm. Zawidz (s. Zawidz Kościelny) > gm. Zawidz (s. Zawidz)
  - (30 XII 1999): (pow. sokołowski) gm. Bielany (s. Bielany-Żyłaki) > gm. Bielany (s. Bielany)
  - (30 XII 1999): (pow. sokołowski) gm. Sterdyń (s. Sterdyń-Osada) > gm. Sterdyń (s. Sterdyń)
  - (1 I 2004): (pow. siedlecki) gm. Zbuczyn Poduchowny (s. Zbuczyn Poduchowny) > gm. Zbuczyn (s. Zbuczyn)
  - (1 I 2004): (pow. żuromiński) gm. Siemiątkowo Koziebrodzkie (s. Siemiątkowo Koziebrodzkie) > gm. Siemiątkowo (s. Siemiątkowo)
  - (1 I 2021): (pow. płocki) gm. Bodzanów (s. Bodzanów) > gm. Bodzanów (s. Chodkowo)
- zmiany granic gmin i zarazem powiatów oraz województw; gmin i zarazem powiatów w obrębie województwa; gmin w obrębie powiatu (województwa/powiaty/miasta/gminy po lewej zyskały część terytorium, województwa/powiaty/miasta/gminy po prawej straciły część terytorium)
  - zmiany granic gmin i zarazem powiatów oraz województw
    - (1 I 2000): świętokrzyskie, pow. skarżyski (m. Skarżysko-Kamienna) <> pow. szydłowiecki (gm. Szydłowiec)
    - (1 I 2004): pow. mławski (m. Mława) <> warmińsko-mazurskie, pow. działdowski (gm. Iłowo-Osada)
    - (1 I 2004): podlaskie, pow. wysokomazowiecki (gm. Czyżew-Osada) <> pow. ostrowski (gm. Nur)
    - (1 I 2004): świętokrzyskie, pow. skarżyski (gm. Skarżysko Kościelne) <> pow. szydłowiecki (gm. Mirów)
    - (1 I 2005): lubelskie, pow. opolski (gm. Łaziska) <> pow. lipski (gm. Solec nad Wisłą)
    - (12 XI 2005): podlaskie, pow. wysokomazowiecki (gm. Czyżew-Osada) <> pow. ostrowski (gm. Nur) (zmiana ta ma charakter porządkowy)

  - zmiany granic gmin i zarazem powiatów w obrębie województwa
    - (1 I 2002): pow. legionowski (m. Serock) <> pow. pułtuski (gm. Pokrzywnica)
    - (1 I 2002): pow. nowodworski (m. Nowy Dwór Mazowiecki) <> pow. legionowski (gm. Wieliszew)
    - (1 I 2007): m.n.p.p. Ostrołęka <> pow. ostrołęcki (gm. Rzekuń)
    - (1 I 2007): m.n.p.p. Ostrołęka <> pow. ostrołęcki (gm. Olszewo-Borki)
    - (1 I 2014): pow. legionowski (gm. Nieporęt) <> pow. wołomiński (gm. Radzymin)
    - (1 I 2018): m.n.p.p. Ostrołęka <> pow. ostrołęcki (gm. Rzekuń)

  - zmiany granic miast i gmin w obrębie powiatu
    - (1 I 2000): (pow. otwocki) gm. Celestynów <> gm. Osieck
    - (1 I 2001): (pow. grójecki) m. Nowe Miasto nad Pilicą <> gm. Nowe Miasto nad Pilicą
    - (1 I 2001): (pow. pułtuski) m. Pułtusk <> gm. Pułtusk
    - (1 I 2002): (pow. ostrołęcki) gm. Olszewo-Borki <> gm. Lelis
    - (1 I 2004): (pow. ciechanowski) m. Ciechanów <> gm. Opinogóra Górna
    - (1 I 2004): (pow. otwocki) m. Karczew <> m. Otwock
    - (1 I 2004): (pow. otwocki) m. Otwock <> m. Karczew
    - (1 I 2004): (pow. przysuski) gm. Odrzywół <> gm. Klwów
    - (1 I 2004): (pow. węgrowski) m. Węgrów <> gm. Liw
    - (1 I 2005): (pow. płoński) m. Raciąż <> gm. Raciąż
    - (1 I 2005): (pow. wołomiński) gm. Wołomin <> gm. Poświętne
    - (1 I 2005): (pow. wyszkowski) gm. Somianka <> gm. Wyszków
    - (1 I 2005): (pow. wyszkowski) gm. Wyszków <> gm. Somianka
    - (1 I 2005): (pow. żyrardowski) gm. Mszczonów <> gm. Radziejowice
    - (1 I 2006): (pow. piaseczyński) m. Konstancin-Jeziorna <> gm. Konstancin-Jeziorna
    - (1 I 2007): (pow. grójecki) m. Warka <> gm. Warka
    - (1 I 2008): (pow. legionowski) gm. Wieliszew <> gm. Nieporęt
    - (1 I 2009): (pow. wołomiński) m. Tłuszcz <> gm. Tłuszcz
    - (1 I 2010): (pow. pułtuski) gm. Pułtusk <> gm. Zatory
    - (1 I 2010): (pow. żuromiński) m. Żuromin <> gm. Żuromin
    - (1 I 2014): (pow. ostrołęcki) m. Myszyniec <> gm. Myszyniec
    - (1 I 2014): (pow. pułtuski) m. Pułtusk <> gm. Pułtusk
    - (1 I 2014): (pow. warszawski zachodni) m. Ożarów Mazowiecki <> gm. Ożarów Mazowiecki
    - (1 I 2015): (pow. garwoliński) m. Pilawa <> gm. Pilawa
    - (1 I 2015): (pow. garwoliński) gm. Pilawa <> m. Pilawa
    - (1 I 2018): (pow. ostrołęcki) gm. Czarnia <> gm. Myszyniec
    - (1 I 2021): (pow. pruszkowski) m. Brwinów <> gm. Brwinów
    - (1 I 2022): (pow. makowski) m. Różan <> gm. Różan
    - (1 I 2023): (pow. piaseczyński) m. Góra Kalwaria <> gm. Góra Kalwaria
    - (1 I 2024): (pow. płocki) m. Bodzanów <> gm. Bodzanów